# 오정원 (조선)
오정원(吳挺垣, 1614년 ~ 1667년)은 조선의이다. 또한 오정원의 자는 중보(仲輔)이고, 호는 취옹(醉翁)이며, 오정원의 본관은 동복(同福)이다. 그리고 오정원의 부는 좌찬성 오운완이며, 모는 판서 윤해성의 손녀 김정경부인 남원윤해성씨이며, 생부는 증 영의정 오단이다. 부인은 예조판서 윤의립의 딸 김정경부인 파평윤씨이다.

## 생애
오정원(吳挺垣: 1614년~1667년)은 조선의 문신이며, 인조(仁祖) 17년(1639년)에 식년시(式年試)에 합격해서, 서호관찰사를 역임하였으며, 증 영의정에 추증되었다. 그의 첫째 아들 오시수가 남인세력의 영수로서 숙종때 우의정에 올랐으며, 둘째아들 오시대는 생원시에 장원급제하여 경상충청함경 삼도관찰사를 역임하였다.

## 가족
- 고조부-오극권(증 이조판서)
- 고조모-정부인 당진장씨(부:장린-정랑,조부:장처지-평시령)
  - 증조부-오세현(증 영의정)
  - 증조모-정경부인 창녕성씨(부:성근-참봉,조부:성세후-사성,증조:성충달-현령)
    - 조모-정경부인 제주고씨(부:고경룡-참의,조부:고우,증조:고세정-만호,외조:이난희-첨지정사)
    - 조모-정경부인 남원양씨(부:양사행-첨지중추부사,조부:양윤의,증조부:숙-목사,외조부:정휴복-군수)
      - 부-오굉(증 좌찬성)
      - 모-정경부인 남원윤씨(부:윤후-찰방위,조부:윤돈-판서,증조:윤극신-군수,외조부:정대향-현감)
        - 본인-오정원(해서호서관찰사, 증 영의정)
        - 부인-정경부인 파평윤씨(부:윤의립-판서,조부:윤국성-판서,증조부:윤희겸-현령,외조부:정약-목사)
          - 자-오시수(우의정)
          - 자부-정경부인 안동권씨(부:권진-봉사,조부:권대임,증조부:권신중-군수,외조부:홍헌-감사)
          - 자-오시대(경상충청함경 삼도관찰사)
          - 자부-정부인 연안이씨(부:이성징-감사,조부:이현-감사,증조부:이광정-연은부원군,외조부:송희경-주부)
          - 자-오시적(판관)
          - 자부-부인 남원윤씨(부:윤매-부사,조부:윤지-박사위,증조부:윤고-승지)

## 참고 문헌
- 조선왕조실록
- 동복오씨족보